# Fabio Dal Cin
Fabio Dal Cin (ur. 23 stycznia 1965 w Vittorio Veneto we Włoszech) – włoski duchowny rzymskokatolicki, arcybiskup ad personam, Prałat Loreto od 2017.

## Życiorys
7 grudnia 1990 otrzymał święcenia kapłańskie i został inkardynowany do diecezji Vittorio Veneto. Był m.in. wicedyrektorem i dyrektorem centrum duszpasterstwa powołań, delegatem biskupim oraz ceremoniarzem. W 2007 został pracownikiem watykańskiej Kongregacji ds. Biskupów.
20 maja 2017 papież Franciszek mianował go arcybiskupem-prałatem Loreto. Sakry udzielił mu 9 lipca 2017 kardynał Marc Ouellet.